# Henschel DG 26
Die Henschel DG 26 waren Kleinlokomotiven von Henschel, die von 1948 bis 1951 hergestellt wurden. Es sind 34 Maschinen bekannt, die bis 1951 in  Normalspur hergestellt wurden. Aufgabe der Fahrzeuge war der Verschub auf Übergabegleisen in privaten Betrieben.
Eine Lokomotive war bei der Marburger Kreisbahn eingesetzt. Nach langer Betriebsdauer sind einige Exemplare bei Museumsbahnen oder als Denkmal erhalten.

## Entwicklung und Technik
Die Motoren waren nach dem System Lanova aufgebaut und stammten wie die mechanischen Getriebe aus dem Lastkraftwagenbau von Henschel. Die Bezeichnung der Lokomotive leitet sich wie folgt ab: DG = Diesel-Getriebe-Lok und 26 = Motorleistung 26 PS. Sie entstanden auf der Grundlage eines Vertriebsabkommens mit der Maschinen- und Feldbahn-Fabrik R. Dolberg, das bis 1951 Gültigkeit hatte. Henschel war für die Fertigung zuständig, während der Vertrieb durch Dolberg abgewickelt wurde. Innerhalb der Typengruppe gab es Ausführungsvarianten, die mit einem römischen Suffix gekennzeichnet wurden.
Die Lokomotiven besitzen einen Vorbau für die Maschinenanlage und ein Führerhaus, ähnlich der DR-Kleinlokomotive Leistungsgruppe I (Kö). Die halbrunde Form des Vorbaues und die zwei rechteckigen Führerhausfenster vorne und hinten sind Merkmale der Lokomotiven.
Die Maschinenanlage ist ein Zweizylinder-Viertakt-Dieselmotor mit stehenden Zylindern, der über eine Lamellenkupplung ein mechanisches Getriebe mit Wendegetriebe antrieb. Die Antriebsachsen werden vom Getriebeausgang über ein Kettenpaar angetrieben. Die Lokomotiven waren mit einer mechanischen Bremse ausgerüstet. Sie waren nach Eisenbahn-Bau- und Betriebsordnung für den Betrieb auf Eisenbahnen des Bundes nicht zugelassen. Eine Zug- und Stoßeinrichtung nach Regelbauart ermöglichte das Rangieren von Regelfahrzeugen. Die Fahrzeuge wurden vorrangig für größere Betriebe für den Verschub verwendet, so auch die Lokomotive Marburger Kreisbahn V 26, die später eine Bezeichnung der Deutschen Eisenbahn-Gesellschaft (DEG V 26) erhielt.

## Einsatz

### Marburger Kreisbahn V 26
Die Lokomotive wurde 1950 an die Marburger Kreisbahn geliefert und bediente bis 1972 das Tanklager im Bahnhof Marburg Süd. Danach wurde sie noch ein Jahr bei einer Teerfabrik in Marburg eingesetzt und dann verkauft. Der weitere Verbleib ist nicht bekannt.

### Klöckner Werke
Die Lokomotive wurde zunächst von Henschel als Vorratslokomotive gefertigt. Zu einem terminlich nicht feststellbaren Zeitpunkt gelangte sie zu den Klöckner Werken und war in Bremen bis 1997 eingesetzt. Danach wurde sie an die Osnabrücker Dampflokfreunde verkauft, die sie als Denkmal aufgestellten.

### Preußische Elektrizitäts AG
Die Preußische Elektrizitäts AG erhielt eine Lokomotive, die im Kraftwerk Rhumspringe eingesetzt wurde. Diese wurde 1978 von einem privaten Verein erworben und im ehemaligen Kraftwerksgelände als Denkmal aufgestellt. Eine zweite Lokomotive wurde 1954 geliefert. Sie war bis 1996 eingesetzt und kam dann als Exponat zum Hessischen Braunkohle Bergbaumuseum in Borken.

### Cölner Benzin-Raffinerie
Die Cölner Benzin-Raffinerie bei Benzelrath erwarb 1950 eine Lokomotive, die bis 1989 eingesetzt wurde. Dann wurde sie an einen Privatmann verkauft und ist heute Leihgabe im Rheinischen Industriebahn-Museum.

### Kleinwanzlebener Saatzucht
Die Kleinwanzlebener Saatzucht in Einbeck erhielt in den 1950er Jahren eine Lokomotive, sie war bis in die 1990er Jahre eingesetzt und gelangte dann zum Deutschen Werkbahn-Museum in Hannover.

### Litterer Korrosionsschutz
Die Firma Litterer Korrosionsschutz in Mannheim erhielt 1951 eine Lokomotive, sie blieb bis in die 1990er Jahre bei ihr und wurde 2016 im Werksgelände als Denkmal aufgestellt.

### Chemische Fabrik Ludwig Brüggemann
Diese Lokomotive wurde als Vorratsbau hergestellt, sie ging in den 1950er Jahren an die Chemische Fabrik Ludwig Brüggemann in Heilbronn. Sie verkehrte hier bis in die 1990er Jahre, dann kam sie zunächst 1994 zu den Eisenbahnfreunden Zollernbahn und 2006 an die Friesoyther Eisenbahngesellschaft. Der letzte Datenbankeintrag der Lok datiert aus dem Jahr 2019.